# لجنة البرلمان الأوروبي الفرعية لشؤون الضريبة
اللجنة الفرعية لشؤون الضريبة (بالإنجليزية: Subcommittee on Tax Matters)‏ هي لجنة فرعية تابعة للبرلمان الأوروبي وتدعم لجنة الشؤون الاقتصادية والنقدية بشأن قضايا الاحتيال والتهرب الضريبي وبشأن الشفافية المالية للأغراض الضريبية. تم تشكيل اللجنة الفرعية للضرائب خلال الدورة التاسعة للبرلمان حيث عقدت جلستها الأولى في 23 سبتمبر 2020.